# 쿠타라기 켄
쿠타라기 켄(久夛良木健, 1950년 8월 8일~ )은 소니의 비디오 게임 자회사 소니 컴퓨터 엔터테인먼트(SCEI)의 전 회장이자 최고경영자이다. 그는 플레이스테이션의 아버지로 알려져 있으며, 플레이스테이션 2, 플레이스테이션 포터블, 플레이스테이션 3를 포함한 후속작과 속편들을 만들어냈다.
이 시기 이전에 그는 슈퍼 패미컴(슈퍼 닌텐도)의 사운드 프로세서를 설계하였다. 소니와 함께 그는 3D 렌더링을 처리할 목적으로 플레이스테이션 1의 RISC CPU와 연계되는 VLSI 칩을 설계하기도 했다.
쿠타라기는 소니의 손익 프로파일을 추적하는 재정 분석가들의 면밀한 주시를 받았다. 이는 플레이스테이션으로 말미암아 소니에 높은 수익을 가져다주었기 때문이며 이는 이 기업의 이익의 주요 원천이 되었다.
쿠타라기 켄은 현재 사이버 AI 엔터테인먼트의 CEO를 맡고 있다. 또, 그는 가도카와 그룹 홀딩스, 노지마, 라쿠텐의 위원회에서 일하고 있다.
2009년 그는 리쓰메이칸 대학의 방문 교수가 되었다.

## 같이 보기
- SPC700
- 하워드 스트링거